# Jožef Benkő
Jožef Benkő (tudi Josip Benko, rojen kot Benkő József), slovenski industrialec, veleposestnik in politik, * 3. julij 1889 Tešanovci, Avstro Ogrska, † 15. junij 1945, Murska Sobota, FLRJ.

## Življenje
Rojen je bil 3. julija v Tešanovcih, hišna št. 37, kot sin Štefana Benkota in Terezije roj. Obal. Krščen je bil štiri dni kasneje 7. julija v puconski evangeličanski cerkvi, botrovala pa sta mu puconski notar Gregor pl. Luthar in Marija Obal. Benkova starša sta se poročila 17. maja 1885. Josip Benko je bil vodilni tovarnar v Prekmurju (v tistem času Madžarska) med obema svetovnima vojnama. Zametki klavniško-mesnopredelovalnega industrijskega obrata in trgovine z živino, mesom in mesnimi izdelki segajo v leto 1913; protokolacija Tovarne mesnih izdelkov Josip Benko je bila opravljena 1922. Leta 1919 je finančno podprl razglasitev Murske republike. Pristopil je k Narodni radikalni stranki. Bil je povezan s srbskim kapitalom in Milanom Stojadinovićem. (Rojen je bil kot Jožef Benkő, vendar se je kasneje zaradi intenzivnega poslovnega in političnega sodelovanja s srbskimi kapitalsko-političnimi krogi preimenoval v Josipa Benka, ker srbskohrvaški jezik ne pozna ü-ja in ö-ja.) Kot režimski človek je imel zagotovljena dovoljenja za velike kontingente izvoza živine; živino, meso in mesne izdelke je izvažal v Nemčijo, Avstrijo, Italijo, Združeno kraljestvo in na Češkoslovaško. Njegov industrijski obrat je odločilno spodbudil razvoj živinoreje v Pomurju. Leta 1926 je postal gerent soboške občine. Tedaj je ustanovil Kreditno zadrugo za trgovino in obrt, ki se je 1931 preoblikovala v Kreditno (Benkovo) banko. Leta 1927 je bil izvoljen za župana Murske Sobote, julija 1930 pa je bil imenovan v prvo sestavo banskega sveta Dravske banovine.
Na skupščinskih volitvah 1923 je neuspešno kandidiral, na volitvah 1931 pa je bil izvoljen na Živkovićevi listi, na volitvah 1935 na Jevtićevi. Gmotno in drugače je podpiral gasilska društva, Sokole, nacionalne prireditve ter vzdrževal soboško godbo na pihala.Takoj po ustanovitvi 1924 je postal član Športnega kluba Mura in podprl izgradnjo stadiona v Murski Soboti (1936). Za vrhunec svojega poslanskega delovanja je imel ustanovitev okrožnega sodišča v Murski Soboti 1938. 
Leta 1945 je bil na montiranem sodnem procesu razlaščen in obsojen na smrt. Tako so ga 15. junija 1945 na pokopališču v Murski Soboti ustrelili. Leta 1993 je bil rehabilitiran in ga je sodišče po obnovi procesa oprostilo.